# Cahaignes
Cahaignes és un municipi francès situat al departament de l'Eure i a la regió de Normandia. L'any 2007 tenia 346 habitants.

## Demografia

### Població
El 2007 la població de fet de Cahaignes era de 346 persones. Hi havia 117 famílies, de les quals 20 eren unipersonals (8 homes vivint sols i 12 dones vivint soles), 27 parelles sense fills, 66 parelles amb fills i 4 famílies monoparentals amb fills.
La població ha evolucionat segons el següent gràfic:
Habitants censats

### Habitatges
El 2007 hi havia 138 habitatges, 121 eren l'habitatge principal de la família, 10 eren segones residències i 7 estaven desocupats. 137 eren cases i 1 era un apartament. Dels 121 habitatges principals, 93 estaven ocupats pels seus propietaris, 24 estaven llogats i ocupats pels llogaters i 4 estaven cedits a títol gratuït; 5 tenien dues cambres, 10 en tenien tres, 25 en tenien quatre i 81 en tenien cinc o més. 93 habitatges disposaven pel capbaix d'una plaça de pàrquing. A 40 habitatges hi havia un automòbil i a 74 n'hi havia dos o més.

### Piràmide de població
La piràmide de població per edats i sexe el 2009 era:
| Homes | Edats   | Dones |
| ----- | ------- | ----- |
| 0     | 95 o +  | 0     |
| 0     | 90 a 94 | 0     |
| 4     | 85 a 89 | 0     |
| 0     | 80 a 84 | 4     |
| 0     | 75 a 79 | 0     |
| 8     | 70 a 74 | 4     |
| 12    | 65 a 69 | 8     |
| 0     | 60 a 64 | 8     |
| 4     | 55 a 59 | 0     |
| 12    | 50 a 54 | 4     |
| 20    | 45 a 49 | 0     |
| 20    | 40 a 44 | 20    |
| 20    | 35 a 39 | 28    |
| 8     | 30 a 34 | 12    |
| 4     | 25 a 29 | 12    |
| 8     | 20 a 24 | 0     |
| 12    | 15 a 19 | 4     |
| 20    | 10 a 14 | 16    |
| 24    | 5 a 9   | 8     |
| 8     | 0 a 4   | 12    |

## Economia
El 2007 la població en edat de treballar era de 239 persones, 185 eren actives i 54 eren inactives. De les 185 persones actives 164 estaven ocupades (96 homes i 68 dones) i 21 estaven aturades (10 homes i 11 dones). De les 54 persones inactives 13 estaven jubilades, 21 estaven estudiant i 20 estaven classificades com a «altres inactius».

### Ingressos
El 2009 a Cahaignes hi havia 123 unitats fiscals que integraven 350,5 persones, la mediana anual d'ingressos fiscals per persona era de 21.429 €.

### Activitats econòmiques
Dels 14 establiments que hi havia el 2007, 1 era d'una empresa de fabricació d'altres productes industrials, 1 d'una empresa de construcció, 4 d'empreses de comerç i reparació d'automòbils, 1 d'una empresa d'hostatgeria i restauració, 1 d'una empresa d'informació i comunicació, 2 d'empreses financeres, 1 d'una empresa de serveis, 2 d'entitats de l'administració pública i 1 d'una empresa classificada com a «altres activitats de serveis».
Dels 3 establiments de servei als particulars que hi havia el 2009, 2 eren autoescoles i 1 guixaire pintor.
L'any 2000 a Cahaignes hi havia 5 explotacions agrícoles.

## Equipaments sanitaris i escolars
El 2009 hi havia una escola elemental integrada dins d'un grup escolar amb les comunes properes formant una escola dispersa.

## Poblacions més properes
El següent diagrama mostra les poblacions més properes.